# Cryptotis hondurensis
Cryptotis hondurensis је сисар из реда Soricomorpha.

## Угроженост
Подаци о распрострањености ове врсте су недовољни.

## Распрострањење
Ареал врсте је ограничен на мањи број држава. 
Врста има станиште у Никарагви, Гватемали, Хондурасу и Салвадору.

## Станиште
Станиште врсте су шуме.